# Burundi az olimpiai játékokon
Burundi 1996-ban vett részt első alkalommal az olimpiai játékokon, és azóta minden nyári olimpiára küldött sportolókat. Burundi még egyszer sem vett részt a téli olimpiai játékokon.
1996-ban Vénuste Niyongabo aranyat nyert atlétikában, ez volt az ország első érme.
A Burundi Nemzeti Olimpiai Bizottságot 1990-ben alapították, és a NOB 1993-ba vette fel tagjai közé.

## Érmesek
| Érem  | Név                | Olimpia              | Sport    | Versenyszám  |
| ----- | ------------------ | -------------------- | -------- | ------------ |
| Arany | Vénuste Niyongabo  | 1996, Atlanta        | Atlétika | Férfi 5000 m |
| Ezüst | Francine Niyonsaba | 2016, Rio de Janeiro | Atlétika | Női 800 m    |

## Éremtáblázatok

### Érmek a nyári olimpiai játékokon
| Olimpia              | Arany | Ezüst | Bronz | Összesen |
| 1996, Atlanta        | 1     | 0     | 0     | 1        |
| 2000, Sydney         | 0     | 0     | 0     | 0        |
| 2004, Athén          | 0     | 0     | 0     | 0        |
| 2008, Peking         | 0     | 0     | 0     | 0        |
| 2012, London         | 0     | 0     | 0     | 0        |
| 2016, Rio de Janeiro | 0     | 1     | 0     | 1        |
| 2020, Tokió          | 0     | 0     | 0     | 0        |
| 2024, Párizs         | 0     | 0     | 0     | 0        |
| Összesen             | 1     | 1     | 0     | 2        |

## Érmek sportáganként

### Érmek a nyári olimpiai játékokon sportáganként
| Burundi érmei a nyári olimpiai játékokon sportáganként | Burundi érmei a nyári olimpiai játékokon sportáganként | Burundi érmei a nyári olimpiai játékokon sportáganként | Burundi érmei a nyári olimpiai játékokon sportáganként | Az olimpiai zászlaja |

| Sportág  | Arany | Ezüst | Bronz | Összesen |
| -------- | ----- | ----- | ----- | -------- |
| Atlétika | 1     | 1     | 0     | 2        |
| Összesen | 1     | 1     | 0     | 2        |